# Jochy Hernández
Carlos José Hernández Díaz (San Cristóbal, 12 de septiembre de 1963-Santo Domingo, 30 de abril de 1994), más conocido como Jochy Hernández, fue un popular merenguero dominicano de la década de 1980, perteneciente a la época denominada "Los Años Dorados del Merengue". Hernández era conocido por sus apodos «El amiguito» y «La figura».

## Carrera
Jochy Hernández nació el 12 de septiembre de 1963 en la ciudad de San Cristóbal, localizada en la costa sur de la República Dominicana.
Hernández comenzó su carrera a mediados de los años 70 como miembro de un grupo aficionado, luego a principios de los años 80 pasó a formar parte de diferentes agrupaciones de merengue junto a Alex Bueno, Aníbal Bravo, entre otros. Debutó como solista en 1985, y entre los temas popularizados por el Hernández están «Amor Sincero», «Es Mejor Decir Adiós», «Que Te Pasa», «Te Quiero Tanto Amor», «Donde Estas Vida Mía», «Lloras», «Amamos Tanto», «Por Qué Diablos Hemos Cambiado» y su carta de presentación «Yo Me Río».  Con los temas «Llora», «Por qué diablos hemos cambiado» y «Qué te pasa», entre otros, su nombre se posicionó entre las figuras más relevantes del ritmo.

## Vida personal
Hernández se casó en 1984 con la presentadora María del Carmen Hernández con quien tuvo dos hijos: José Carlos y Cindy Marie.

## Fallecimiento
En 1989 se le diagnosticó cáncer cerebral que, según los médicos, le arrebataría la vida en dos meses, sin embargo Jochy continuó en la música durante cinco años. El 30 de abril de 1994 falleció «El Amiguito» en el Centro Médico UCE de Santo Domingo.

## Discografía
- 1985, Ahora yo me rio. CBS International;
- 1986, Jochy Hernández. CBS International;
- 1987, La figura excitante del merengue. CBS International;
- 1988, El amiguito. CBS International;
- 1989, No. 5. CBS International;
- 1991, Enfrentando la vida. CBS International
- 1994, Más excitante que nunca. Sony International;